# Odontochelys
Odontochelys semitestacea
Genre
Espèce
Odontochelys est un genre éteint de tortues primitives présentant une mâchoire et non un bec corné comme les tortues actuelles. Odontochelys vivait il y a environ 220 millions d'années durant le Trias supérieur,.
L'espèce type et seule espèce connue, Odontochelys semitestacea, a été extraite en 2008 de la formation géologique de Xiaowa dans la province de Guizhou en Chine.

## Anatomie
Odontochelys semitestacea est une espèce exceptionnelle car sa morphologie intermédiaire éclaire sur l'évolution des tortues. Contrairement à Proganochelys, qui était pendant longtemps la plus ancienne tortue connue, Odontochelys diffère notablement des tortues actuelles. Ainsi, en lieu et place du bec corné et édenté qui caractérise les tortues actuelles, Odontochelys possède des dents sur ses mâchoire supérieure et inférieure, d'où son nom de genre signifiant en Grec « Tortue à dents ». La présence d'une carapace incomplète, composée seulement d'un plastron mais sans dossière, lui a valu son nom d'espèce signifiant « semi-armure ». Néanmoins, les côtes d'Odontochelys étaient élargies, condition qui caractérise aujourd'hui la tortue-luth elle aussi dépourvue d'une véritable carapace. Une autre caractéristique primitive d'Odontochelys est sa queue allongée, contrairement aux tortues modernes.

## Implications pour l'évolution des tortues
Les tortues présentent une anatomie hautement dérivée. L'ensemble de ses caractéristiques d’Odontochelys, à la fois primitives et dérivées pour un chélonien, lui a valu d'être considérée comme une forme transitionnelle dans l'évolution des tortues, intermédiaire entre le schéma classique d'un reptile et les tortues plus dérivées. L'étude des sédiments dans lesquels elle a été découverte indique qu’Odontochelys était une tortue aquatique qui devait fréquenter les estuaires des fleuves et les zones marines peu profondes, ce qui serait la condition des premières tortues. La dossière ne serait apparue que chez des tortues terrestres et plus récentes, postérieurement à l'élargissement des plaques neurales et des côtes, ce qui est par ailleurs confirmé par l'étude développementale des embryons de tortues. Cette étude soutient donc que la carapace ne serait pas homologue aux ostéodermes, notamment ceux des Pareiasauria, contrairement à ce qu'avaient suggéré quelques chercheurs. Les plus anciens cas documentés de tortue à dossière sont Proganochelys quenstedti et Proganochelys ruchae, une tortue elle aussi triasique d'environ 1 mètre de long mais âgée de 214 millions d'années environ et découverte en Allemagne. Proganochelys possède encore des dents palatines et était une tortue terrestre herbivore ou omnivore.
Une tortue à la morphologie encore plus primitive et âgée de 240 millions d'années, Pappochelys, a été décrite en 2015. Pappochelys est une tortue dépourvue de dossière mais aussi de plastron, dotée de gastralia ventrales, suggérant que le plastron dériverait des gastralia que l'on trouve chez de nombreux reptiles.

## Liste des espèces
Selon Paleobiology Database (13 sept 2010) :
- Odontochelys semitestacea